# Distrito de Balatonfüred
El distrito de Balatonfüred (húngaro: Balatonfüredi járás) es un distrito húngaro perteneciente al condado de Veszprém.
En 2013 su población era de 24 250 habitantes. Su capital es Balatonfüred.

## Municipios
El distrito tiene una ciudad (en negrita) y 21 pueblos (población a 1 de enero de 2013):
- Alsóörs (1586)
- Aszófő (392)
- Balatonakali (644)
- Balatoncsicsó (214)
- Balatonfüred (13 313) – la capital
- Balatonszepezd (393)
- Balatonszőlős (625)
- Balatonudvari (310)
- Csopak (1741)
- Dörgicse (254)
- Lovas (428)
- Monoszló (120)
- Óbudavár (53)
- Örvényes (158)
- Paloznak (441)
- Pécsely (526)
- Szentantalfa (433)
- Szentjakabfa (109)
- Tagyon (84)
- Tihany (1358)
- Vászoly (247)
- Zánka (821)